# Tierpark Wismar
Koordinaten: 53° 53′ 17,4″ N, 11° 25′ 51,9″ O
Der Tierpark Wismar ist ein Zoo am Stadtrand der Hansestadt Wismar, etwa zwei Kilometer südwestlich des historischen Zentrums gelegen. Das langgezogene, großteils bewaldete Areal im Tal der Köppernitz grenzt an den Bürgerpark, das Gelände der Landesgartenschau von 2002.

## Geschichte
Der Tierpark besteht seit 1978 am jetzigen Standort. Ursprünglich handelte es sich um eine kommunale Einrichtung. Seit 1991 wird der Zoo als gemeinnütziger Verein geführt. Mit Umbesetzungen, Gehegezusammenlegungen und einigen Neuanlagen wurde den einzelnen Tieren mehr Platz zur Verfügung gestellt. Eine begehbare Anlage für Alpakas entstand 2016, eine Behausung für das Hausgeflügel im für Mecklenburg typischen Fachwerkstil ist im Bau, eine begehbare Vogelvoliere in Planung.

## Tierbestand
Der Tierpark hält rund 50 verschiedene Tierarten vorwiegend aus Europa, doch auch einige exotische Formen.

### Huftiere und Laufvögel

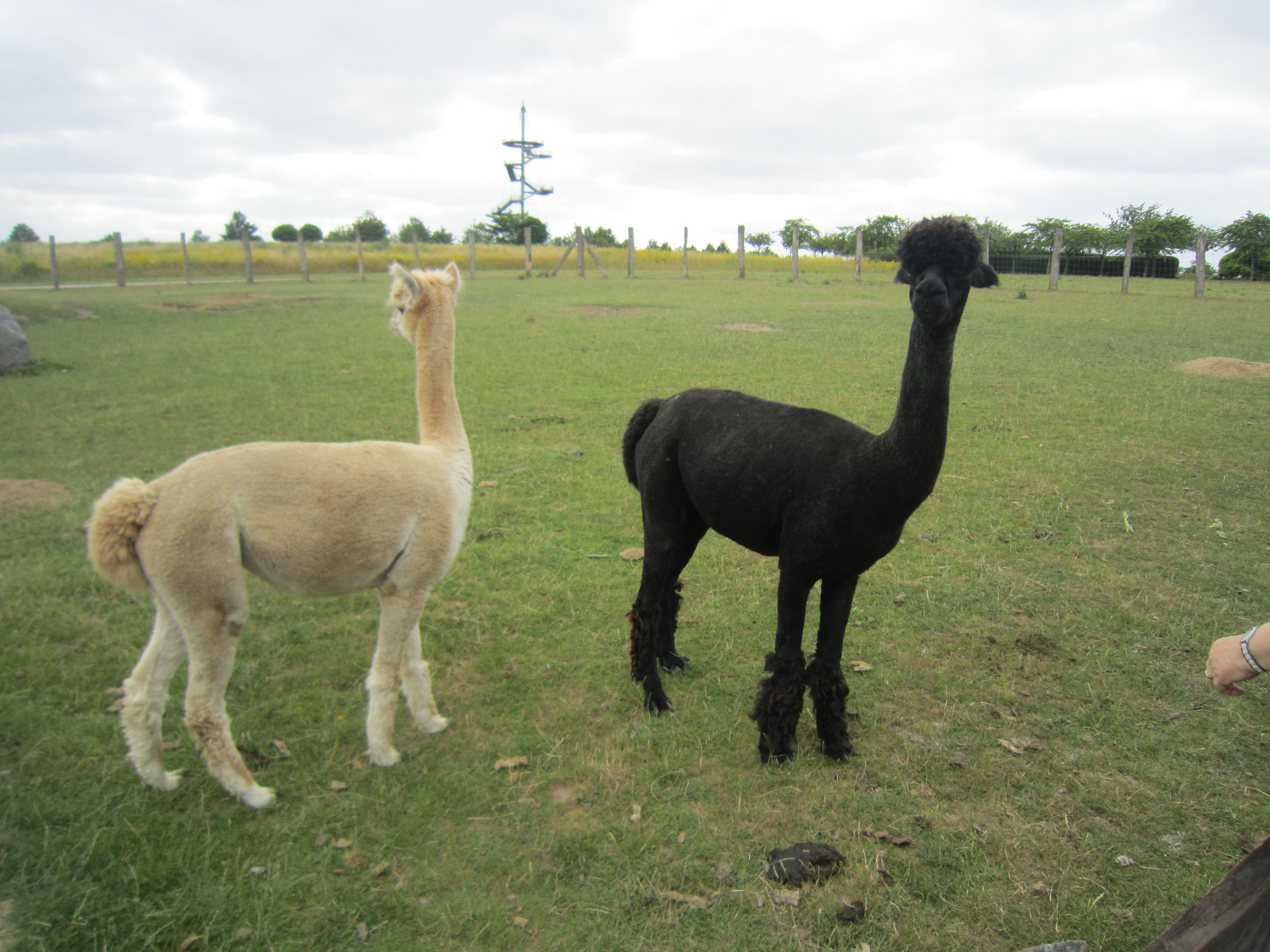
Blick vom Alpaka-Gehege in Richtung Aussichtsturm im Bürgerpark

Weitläufige Anlagen bewohnen die Strauße, Rot- und Damhirsche, letztere in einem begehbaren Gehege. Ebenfalls begehbar ist die Anlage für Alpakas. Im zentralen Bereich befindet sich ein Bauernhof mit Hausformen von Rindern, Pferden, Eseln, Schafen, Schweinen und Ziegen. Die Zwergziegen und die Chinesischen Maskenschweine können sich frei im Zoo bewegen. An steiler Hanglage befindet sich das Gehege der Wisente.

### Raubtiere
Eine abwechslungsreiche Freianlage, von einer Aussichtsplattform einsehbar, haben die Luchse erhalten. Mit Klettermöglichkeiten und Einbeziehung von Nachbargehegen haben auch die Anlagen für Waschbären und Nasenbären Platz gewonnen. Weiterhin werden Silberfüchse und Frettchen gehalten.

### Nagetiere
Schwarzschwanz-Präriehunde haben auf einer frei zugänglichen Spielwiese ihre Bauten errichtet. Degus, Farbmäuse und Farbratten bilden den Übergang zu den Heimtieren.

### Vögel
Für diverse Formen von Hausgeflügel ist eine neue Unterkunft im Bau. Das alte Vogelhaus mit zwei Volieren bewohnen weitere Hühnervögel und Papageien wie Wellensittiche und Nymphensittiche.

### Affeninsel
Im südlichen Tierparkbereich befindet sich in einem Weiher die Affeninsel, eine Anlage für Kattas, die von den Besuchern betreten werden kann.

## Besuchereinrichtungen
Dem Naturschutzgedanken widmet sich die Imkerei mit diversen Beeten von Blütenpflanzen. Mehrere Spielbereiche (Trampoline, Tretboote, Eisenbahn) möchten Kinder ansprechen.